# La Mauricie nationalpark
La Mauricie nationalpark är en 536 km² stor nationalpark i Québec i Kanada som sedan 1970 skyddar ett område längs Saint Lawrenceflodens norra strand.
Skapandet av parken har hjälpt flera djurarter, bland annat har antalet älgar ökat från 40 till nästan 300. Det finns även 600 bävrar, 125 svartbjörnar, 13–20 par lommar. 